# Stanisław Stojałowski

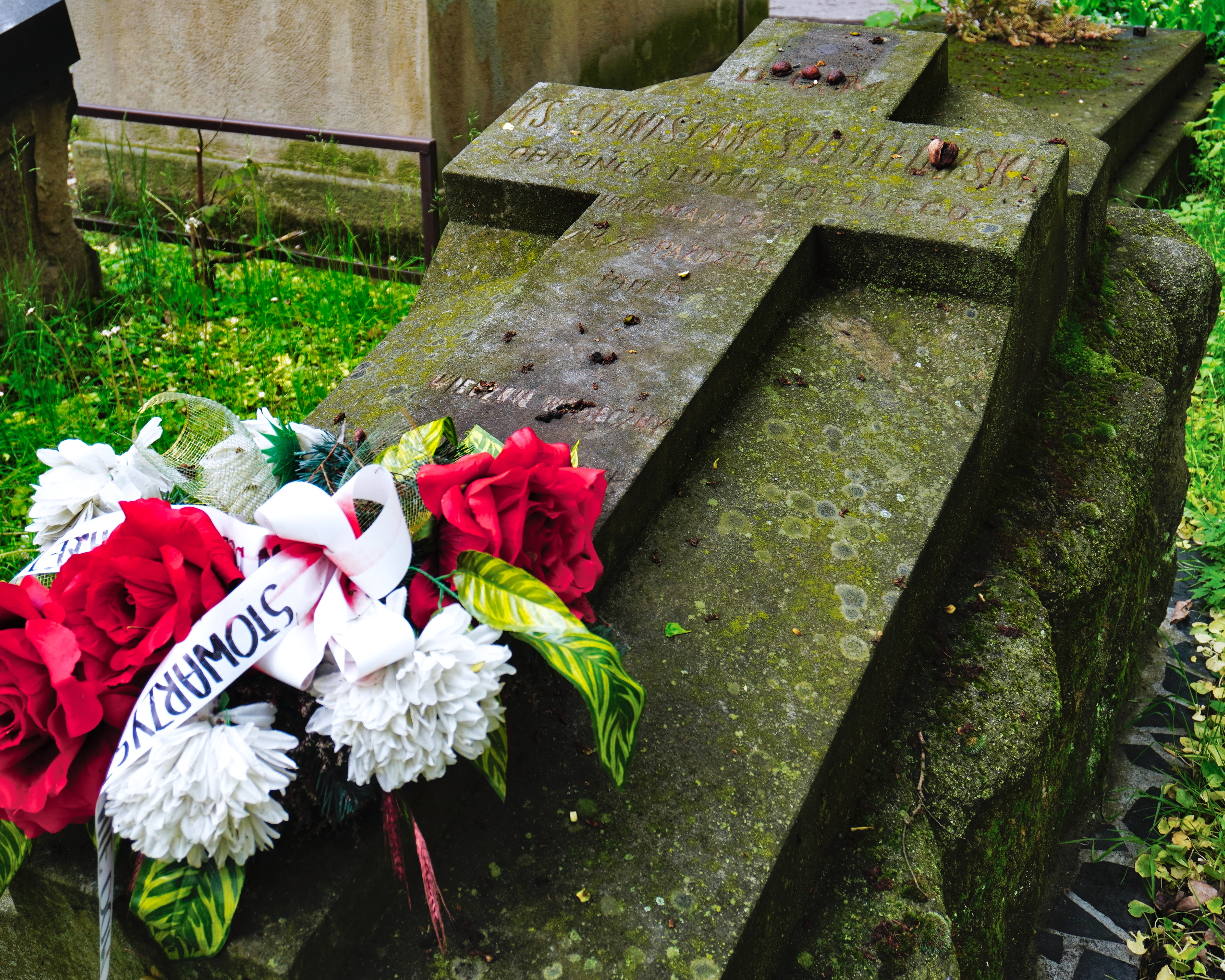
Grób ks. Stanisława Stojałowskiego na cmentarzu Rakowickim w Krakowie

Stanisław Stojałowski, herbu Sternberg (ur. 14 maja 1845 w Zniesieniu, zm. 23 października 1911 w Krakowie) – polski duchowny katolicki, prałat, polityk, poseł na sejm galicyjski i do parlamentu austriackiego, zwolennik panslawizmu i agraryzmu, wydawca pism ludowych: „Wieniec” i „Pszczółka”, propagator haseł: oddzielenia Kościoła od państwa, parcelacji wielkiej własności ziemskiej, bezpłatnego szkolnictwa i wyboru hierarchów kościelnych przez wiernych, w 1896 ekskomunikowany przez Kościół rzymskokatolicki, rok później ekskomunikę cofnięto. Jeden z prekursorów i pierwszych przywódców ruchu ludowego i chrześcijańsko-społecznego.

## Życiorys
Syn Juliusza Stojałowskiego (zm. 1877), od 1850 dzierżawcy dóbr w przyszłym powiecie buczackim. Wnuk o. Bazylego Stojałowskiego, ksiądza greckokatolickiego, proboszcza (parocha) we wsi Chlewczany. Uczył się w szkołach ludowych w Buczaczu i Przemyślu, a następnie uczęszczał do  I Gimnazjum Akademickiego im. Franciszka Józefa we Lwowie. Usunięty z zakazem dalszej nauki z 6 klasy gimnazjum 13 grudnia 1862 za przewodzenie uczniowskim zamieszkom.  27 stycznia 1863 wstąpił do zakonu jezuitów i odbył dwuletni nowicjat w Starej Wsi. W latach 1866–1867 odbywał tam studia filozoficzne, które kontynuował w Krakowie od 1867 do 1868. Od 1868 studiował teologię w Krakowie. Święcenia kapłańskie otrzymał 28 sierpnia 1870. W 1872 założył „Apostolstwo Serca Jezusowego. Intencje na miesiąc…” – miesięcznik katolicki, wydawany obecnie pod tytułem Posłaniec Serca Jezusowego. W latach 1871–1872 wydał szereg prac teologicznych (zob. poniżej). Popadłszy w konflikt z przełożonymi, zakończył studia teologiczne i w maju 1872 został przeniesiony do kolegium jezuickiego w Starej Wsi. Stamtąd skierowano go do kolegium jezuickiego w Drongen (Tronchiennes) koło Gandawy. Podczas pobytu w Belgii (sierpień 1872 – sierpień 1873) zetknął się z chrześcijańską myślą społeczną. Po powrocie do kraju prowadził misje w powiecie krakowskim, jasielskim i krośnieńskim, a następnie uczył religii i łaciny w kolegium jezuickim w Tarnopolu (1873-1874). Na własną prośbę 4 lutego 1875 opuścił zakon i przeszedł w szeregi duchowieństwa diecezjalnego. Był wikariuszem najpierw Gródku Jagiellońskim, a następnie w kościele NMP Śnieżnej (1877–1878) i kościele św. Marcina (1878-1880) we Lwowie a w latach 1881-1889 był proboszczem w Kulikowie.
Po krótkiej działalności publicystycznej na łamach konserwatywnych pism katolickich w 1875 odkupił od Czesława Pieniążka dwa upadające czasopisma dla chłopów („Wieniec” i „Pszczółka”). Aby uniknąć ponoszenia dodatkowych opłat pocztowych wychodziły naprzemiennie raz w tygodniu. Dzięki prowadzonej na ich łamach publicystyce pragnął przekształcić chłopa w światłego obywatela, Polaka i dobrego katolika. Pisma te zostały opatrzone mottami – cytatem z ewangelii św. Jana „A prawda was wyswobodzi” oraz cytatem z Zygmunta Krasickiego podkreślającym ich solidarystyczny w sensie społecznym charakter „Z szlachtą polską polski lud”. W obydwu zamieszczał korespondencje i artykuły często własnego autorstwa przedstawiające niesprawiedliwe stosunki społeczne na wsi galicyjskiej. Pisma te wydawał nieprzerwanie, niekiedy nieco modyfikując ich tytuły do 1911. W latach 70. XIX wieku wydawał także dodatek miesięczny do Wieńca i Pszczółki pt. „Posłaniec Serca Pana Jezusa do Narodu Polskiego” (1876-1879) oraz dwutygodnik dla inteligencji „Piast” (1876-1877). Był także redaktorem lwowskiego  dwutygodnika „Kaznodzieja Polski”. Zdobył dużą popularność, organizując pielgrzymki, demonstracje, tworząc chłopskie kółka rolnicze, robotnicze związki zawodowe i (od 1887) wyborcze komitety chłopskie.
Ksiądz Stojałowski odnosił się również do kwestii żydowskiej. Jego zdaniem wymagała ona radykalnego uregulowania ze względu na ekonomiczną przewagę Żydów. Obowiązkiem narodowym Polaków było wyzwolenie się godziwymi środkami spod dominacji żydowskiej. W związku z tym odrzucił asymilację, jako sposób do osiągnięcia tego celu. Tłumaczył to, że nie chodziło tyle o różnicę wyznania, co narodowości. Wysunął propozycję takiego gospodarczego organizowania się Polaków, by osiągnąć separację Żydów i zepchnąć ich poza nawias społeczeństwa galicyjskiego. Stojałowski sprzeciwiał się nadawaniu Żydom równych praw i głosił hasła powrotu do stanu prawnego Galicji sprzed równouprawnienia. Ksiądz Stanisław Stojałowski nigdy nie ukrywał swojego antysemityzmu i nie wyrzekł się go do końca życia. Parę miesięcy przed śmiercią ogłosił, iż jego wydawnictwa są pismami antysemickim.
Aktywny politycznie. W 1880 zorganizował stowarzyszenie „Łączność i Zgoda” z ramienia którego był w latach 1880-1883 radnym miasta Lwowa. Po pozbawieniu go probostwa w Kulikowie od 1890 działał na terenie zachodniej Galicji i Śląska Cieszyńskiego, gdzie m.in. założył Towarzystwo Macierzy Katolickiej w Cieszynie (1891). W latach 1890–1895 wydawał „Dzwon” i „Gospodarz” oraz kalendarze które wspierały rozwój oświaty w duchu katolickim.
W 1893 związał się z Związkiem Stronnictwa Chłopskiego kierowanym przez braci Stanisława i Jana Potoczków. Współpracował także z Marią i Bolesławem Wysłouchami a także z Janem Stapińskim. W latach 1894–1895 jego pisma sympatyzowały z tworzącym się ruchem ludowym, a jego zwolennicy wzięli udział w zjeździe założycielskim Stronnictwa Ludowego w Rzeszowie (28 lipca 1895), na którym zaocznie wybrano go zastępcą członka Wydziału tej partii. Wkrótce jednak rozszedł się z ruchem ludowym – powodem były różnice ideologiczne. W 1896 założył Stronnictwo Chrześcijańsko-Ludowe, które weszło w sojusz z socjaldemokracją i odniosło sukces w wyborach 1897 (6 mandatów) do austriackiej Rady Państwa. W tym okresie sam Stojałowski zgłosił akces do Galicyjskiej Partii Socjaldemokratycznej i przekazał redagowanie swych wydawnictw jej działaczom Ignacemu Daszyńskiemu i Tadeuszowi Regerowi. Od ugody z władzami w 1897 stopniowo przesuwa się w kierunku prawicy. W 1900 założył Zjednoczenie Stronnictw Ludowych, w 1904 Polskie Centrum Ludowe. Poseł do austriackiej Rady Państwa IX kadencji (21 marca 1898 – 7 września 1900) wybrany w kurii IV (gmin wiejskich) z okręgu wyborczego nr 9 (Łańcut-Przeworsk-Leżajsk-Nisko-Ulanów) po śmierci swego poprzednika Ferdynanda Hompescha. W parlamencie przewodził własnemu klubowi złożonemu z posłów Stronnictwa Chrześcijańsko-Ludowego. Budził wówczas skrajne emocje. Jak napisał o nim Kazimierz Chłędowski do reszty obrzydliwą figurą był ksiądz Stojałowski, przywódca (...) ludowców, istna figura zbrodniarza. Chudy, blady, bez cery, w zasmarowanej brudnej sutannie, nie umyty, nie uczesany, o spojrzeniu stępionym, podstępnym pełnym fałszu i obłudy. Wyglądał tak, jakby się ciągle walał po szynkach i domach publicznych, a dla odpoczynku przychodził czasem do parlamentu. Usta jego zapełnione były śliną ropuchy, która truje, gdy padnie na inne żywe stworzenie; gdy te usta się rozwarły, to na to by wyrzucać z siebie słowa nienawiści, podburzania poszczególnych klas ludności przeciwko sobie i przekleństwa. Obraz Stojałowskiego zostanie mi w pamięci jako typ wyrzutka społeczeństwa polskiego. Poseł na Sejm Krajowy Galicji VIII kadencji (28 grudnia 1901 – 12 października 1907), wybrany w kurii IV (gmin wiejskich) z okręgu nr 71 (Wadowice). Powtórnie był posłem do austriackiej Rady Państwa XI kadencji (17 czerwca 1907 – 30 marca 1911), wybranym w okręgu wyborczym nr 41 (Bochnia-Niepołomice-Brzesko-Wiśnicz). Należał do Koła Polskiego, najpierw frakcji posłów Zjednoczenia Stronnictw Ludowych od 1904 Polskiego Centrum Ludowego. Pod sam koniec życia zbliżył się do Narodowej Demokracji, w 1911 przekazał swoje drukarnie i pismo Janowi Zamorskiemu.
Prześladowany za swą działalność przez władze państwowe i kościelne. Wyrokiem z 16 września 1889 został uznany winnym przestępstw kościelnych i skazany na utratę probostwa w Kulikowie i na 6-tygodniowe rekolekcje w klasztorze w Sanoku. Władze kościelne nałożyły sekwestr na dochody księdza Stojałowskiego, następnie został zasuspendowany, a w sierpniu 1896 wyklęty przez Watykan. Klątwa, po złożeniu obszernych wyjaśnień przez księdza Stojałowskiego została cofnięta we wrześniu 1897. Dwukrotnie aresztowany przed wyborami do parlamentu austriackiego (6 października 1888 i 15 listopada 1894), a także w październiku 1896 przed uzupełniającymi wyborami do Sejmu Krajowego Galicji VII kadencji w Sanoku, gdy w sposób – zdaniem prasy – niegodny dokonano jego zatrzymania i odstawienia do miejscowego aresztu. Był 27 razy więziony łącznie spędził w więzieniach i aresztach 9 lat.
Zmarł 23 października 1911 na Zaciszu w Krakowie. Został pochowany na cmentarzu Rakowickim w Krakowie.

## Prace Stanisława Stojałowskiego
- O nabożeństwie do Królowej Serca Jezusowego, Kraków 1871,
- Doktryny Ultramontańskie (I–II), Kraków 1872,
- Króciutki rys historyczny nabożeństwa do Najsłodszego Serca Jezusowego, Apostolstwo Serca Jezusowego czyli Apostolstwo Modlitwy, Kraków 1872,
- Nowy Testament X. Jakuba Wujka T.J. z komentarzami błędom wielu odpowiednimi. Święty Mateusz, Kraków 1872,
- (anonimowo) Nasze stosunki i stronnictwa religijne, Żywy różaniec Apostolstwa Serca Jezusowego, Kraków 1872,
- Ostatnia nadzieja. Serce Pana Jezusowe czyli wykład Apostolstwa Serca Jezusowego, Kraków 1872
- „Czas” i jego polityka, Kraków 1877
- (pseud. Warszawiak) Czy będzie Polska, Lwów 1877,
- Kiedy będzie Polska, Lwów 1878,
- Liberalna blaga przedwyborcza i nowy program czynności przedwyborczych oraz słówko o kołtuństwie szlacheckim, Lwów 1878
- Czytania czerwcowe czyli nabożeństwo ku czci Boskiego Serca Jezusa na każdy dzień miesiąca czerwca, Lwów 1878
- Rozmyślania o gorzkiej męce Pana naszego Jezusa Chrystusa, u stóp krzyża, nowy miesiąc maj boleściom N. Maryi Panny poświęcony oraz Czytania czerwcowe, czyli nabożeństwo ku czci Boskiego Serca Jezusa na każdy dzień miesiąca czerwca, Lwów 1887
- Odprawa potwarców i intrygantów, Lwów 1888,
- Życie i rządy Franciszka Józefa I ludowi i ziomkom opowiedziane, Lwów 1888
- Sprawa kulikowska. Obrazek na tle stosunków w Galicji, Lwów 1889
- Offene Klage des Msgr. Stanislaus v. Stojałowski Pfarrers zu Kulików in Galizien, an Seine Exzellenz, Doctor Grafen von Schönborn k.k. Juzitzminister in Wien, Lemberg 1889,
- Offene Klage des Pfarrers Stanislaus v. Stojałowski Pfarer zu Kulików in Galizien, an Seine Exzellenz den Grafen von Taaffe k.k. Praesident des Ministeriums in Wien,Lemberg 1889,
- Libellus accusatorius et supplex parochi Stojałowski Summo pontifici oblatus [b.m.w.] 1889,
- Bogu na chwałę, ojczyźnie na pożytek, Gródek Jagielloński 1890,
- Offene Majestätsklage und Offene Petition des Pfarrers Stanislaus Stojałowski zu Kulików in Galizien an das Hohe Abgeordneten-Haus zu Wien, Lemberg 1890,
- Vor das Weltgericht-Veruntrenung oder Opressionenpolitik, Czaca-Teschen 1892
- Zabawa Świąteczna [b.m.w.] 1895,
- Słowo chłopskie na słowo biskupów [b.m.w.] 1895,
- (pseud. Warszawiak) Ze spraw śląskich, Lwów 1895,
- Nie pójdziemy do Kanossy!, Czaca 1896,
- Fractionis christiano-socialis in Polonia austriaca res gestae et discrimina, Paris 1897,
- Wiek XX, czyli Tryumf Chrystusa. Program stronnictwa chrześcijańsko-ludowego, Bielsko 1898,
- Rzesza kandydatów poselskich po wsiach, Cieszyn-Bielsko 1900,
- [anonimowo] Nasze stronnictwa polityczne, Biała 1906,
- W obronie prawdy. Słowo do ludu polskiego przed wyborami, Biała 1907,

## Rodzina i życie prywatne
Pochodził z zubożałej rodziny szlacheckiej: syn urzędnika celnego i dzierżawcy dóbr Juliusza i Ludwiki z Glasennapów. Był wnukiem Bazylego Stojałowskiego, greckokatolickiego proboszcza we wsi Chlewczany (pow. żółkiewski). Ważną rolę w jego wychowaniu, szczególnie religijnym odegrały babka Franciszka z Paszkowskich Stojałowska oraz macocha Karolina ze Stankiewiczów. Jego starszym bratem był powstaniec styczniowy, sybirak a następnie nauczyciel  Mieczysław (1841-1903), Młodsza siostra Wanda (1848-po 1914) wstąpiła w r. 1872 do zakonu felicjanek (w zakonie Maria Franciszka) i od r. 1900 była przełożoną ich klasztoru w Przemyślu.

## Upamiętnienie
- pomniki Stanisława Stojałowskiego: w 1912 w Turbi[21], 1913 koło wsi Góry Luszowskie[22], 1914 w Szczepanowie[23] i Krzewicowej Czarnej koło Łańcuta[24], 1919 w Jaworznie, 1938 w Dziewinie
- Z inicjatywy Józefa Putka wydana została seria znaczków pocztowych, m.in. z podobizną Stanisława Stojałowskiego[25].
- imieniem ks. Stanisława Stojałowskiego nazwano ulice w Szczecinie (dzielnica Pogodno)[26] Krakowie (Kurdwanów Nowy), Jaworznie (1919), Sanoka – w dzielnicy Dąbrówka[27], Bielsku-Białej[28], Przemyślu[29].